# Campeonato Mundial de Snowboard de 2019 - Slopestyle masculino
A prova do Slopestyle masculino do Campeonato Mundial de Snowboard de 2019 foi marcada para os dias 9 e 10 de fevereiro na cidade de  Park City,  em Utah, nos Estados Unidos.  A final foi cancelada devido às condições meteorológicas e os resultados da qualificação foram utilizados para determinar a classificação final. 

## Medalhistas
| Ouro                | Prata               | Bronze            |
| Chris Corning (USA) | Mark McMorris (CAN) | Judd Henkes (USA) |

## Resultados

### Qualificação
Um total de 58 snowboarders participaram da competição.    A prova ocorreu dia 9 de fevereiro com inicio  às 09:00.  Os 3 melhores de cada bateria avançaram para a final, enquanto os 5 seguidos de cada bateria avançam para as semifinais.

### Bateria 1
| Colocação | Bib | Nome                   | Nacionalidade | Descida 1     | Descida 2     | Melhor        | Notas         |
| --------- | --- | ---------------------- | ------------- | ------------- | ------------- | ------------- | ------------- |
| 1         | 5   | Mark McMorris          | Canadá        | 51.75         | 93.00         | 93.00         | F             |
| 2         | 4   | Hiroaki Kunitake       | Japão         | 89.75         | 28.50         | 89.75         | F             |
| 3         | 6   | Takeru Otsuka          | Japão         | 89.50         | 34.25         | 89.50         | F             |
| 4         | 8   | Rene Rinnekangas       | Finlândia     | 82.75         | 26.50         | 82.75         | SF            |
| 5         | 3   | Darcy Sharpe           | Canadá        | 80.25         | 53.75         | 80.25         | SF            |
| 6         | 24  | Sebbe De Buck          | Bélgica       | 78.00         | 13.25         | 78.00         | SF            |
| 7         | 9   | Mons Røisland          | Noruega       | 73.75         | 64.75         | 73.75         | SF            |
| 8         | 7   | Niklas Mattsson        | Suécia        | 49.50         | 72.00         | 72.00         | SF            |
| 9         | 10  | Roope Tonteri          | Finlândia     | 69.50         | 41.75         | 69.50         |               |
| 10        | 11  | Jamie Nicholls         | Grã-Bretanha  | 62.00         | 69.25         | 69.25         |               |
| 11        | 14  | Carlos Garcia Knight   | Nova Zelândia | 68.00         | 63.00         | 68.00         |               |
| 12        | 17  | Jonas Bösiger          | Suíça         | 46.25         | 64.50         | 64.50         |               |
| 13        | 21  | Emil Zulian            | Itália        | 57.50         | 35.00         | 57.50         |               |
| 14        | 26  | Stian Kleivdal         | Noruega       | 41.75         | 53.00         | 53.00         |               |
| 15        | 19  | Mikhail Matveev        | Rússia        | 43.50         | 52.50         | 52.50         |               |
| 16        | 23  | Stef Vandeweyer        | Bélgica       | 47.00         | 18.75         | 47.00         |               |
| 17        | 22  | Casper Wolf            | Países Baixos | 26.25         | 40.00         | 40.00         |               |
| 18        | 12  | Yang Wenlong           | China         | 33.50         | 39.75         | 39.75         |               |
| 19        | 1   | Moritz Thönen          | Suíça         | 19.75         | 39.50         | 39.50         |               |
| 20        | 27  | Pedro Bidegain         | Argentina     | 5.25          | 35.00         | 35.00         |               |
| 21        | 18  | Måns Hedberg           | Suécia        | 29.00         | 21.50         | 29.00         |               |
| 22        | 13  | Kalle Järvilehto       | Finlândia     | 12.75         | 24.75         | 24.75         |               |
| 23        | 29  | Sébastien Konijnenberg | França        | 17.25         | 2.25          | 17.25         |               |
| 24        | 20  | Ilias Van Hoof         | Bélgica       | 12.25         | 9.75          | 12.25         |               |
| 25        | 16  | Matías Schmitt         | Argentina     | 12.00         | 10.25         | 12.00         |               |
| 26        | 28  | Loris Framarin         | Itália        | 5.00          | 11.75         | 11.75         |               |
| 27        | 15  | Matt McCormick         | Grã-Bretanha  | 7.25          | 10.00         | 10.00         |               |
| 28        | 25  | Anthon Bosch           | África do Sul | 4.00          | 7.00          | 7.00          |               |
| —         | 2   | Tyler Nicholson        | Canadá        | Did not start | Did not start | Did not start | Did not start |

### Bateria 2
| Colocação | Bib | Nome                | Nacionalidade  | Descida 1 | Descida 2 | Melhor | Notas |
| --------- | --- | ------------------- | -------------- | --------- | --------- | ------ | ----- |
| 1         | 3   | Chris Corning       | Estados Unidos | 38.00     | 93.25     | 93.25  | F     |
| 2         | 6   | Judd Henkes         | Estados Unidos | 90.50     | 9.75      | 90.50  | F     |
| 3         | 9   | Niek van der Velden | Países Baixos  | 80.50     | 87.50     | 87.50  | F     |
| 4         | 7   | Clemens Millauer    | Áustria        | 82.25     | 13.75     | 82.25  | SF    |
| 5         | 5   | Redmond Gerard      | Estados Unidos | 81.25     | 23.75     | 81.25  | SF    |
| 6         | 12  | Michael Ciccarelli  | Canadá         | 31.50     | 80.25     | 80.25  | SF    |
| 7         | 21  | Sven Thorgren       | Suécia         | 12.75     | 79.00     | 79.00  | SF    |
| 8         | 16  | Seppe Smits         | Bélgica        | 77.50     | 34.00     | 77.50  | SF    |
| 9         | 14  | Vlad Khadarin       | Rússia         | 66.00     | 13.00     | 66.00  |       |
| 10        | 15  | Aleksi Nevakivi     | Finlândia      | 65.25     | 7.50      | 65.25  |       |
| 11        | 20  | Emiliano Lauzi      | Itália         | 61.00     | 17.75     | 61.00  |       |
| 12        | 24  | Matthew Cox         | Austrália      | 53.75     | 60.00     | 60.00  |       |
| 13        | 18  | Rowan Coultas       | Grã-Bretanha   | 16.75     | 58.50     | 58.50  |       |
| 14        | 11  | Petr Horák          | Chéquia        | 52.25     | 32.00     | 52.25  |       |
| 15        | 19  | Botond Fricz        | Hungria        | 51.25     | 12.50     | 51.25  |       |
| 16        | 30  | Yuri Okubo          | Japão          | 41.25     | 17.50     | 41.25  |       |
| 17        | 8   | Ruki Tobita         | Japão          | 20.75     | 37.25     | 37.25  |       |
| 18        | 23  | Titouan Bartet      | França         | 36.50     | 4.25      | 36.50  |       |
| 19        | 29  | Inaqui Irarrazaval  | Chile          | 15.00     | 31.00     | 31.00  |       |
| 20        | 2   | Nicolas Huber       | Suíça          | 30.50     | 27.25     | 30.50  |       |
| 21        | 13  | Naj Mekinc          | Eslovênia      | 18.00     | 27.00     | 27.00  |       |
| 22        | 22  | Gian Sutter         | Suíça          | 26.50     | 22.25     | 26.50  |       |
| 23        | 10  | Markus Olmstad      | Noruega        | 22.00     | 19.00     | 22.00  |       |
| 24        | 25  | Mitchell Davern     | Nova Zelândia  | 21.00     | 16.00     | 21.00  |       |
| 25        | 28  | Wang Liwen          | China          | 4.00      | 20.00     | 20.00  |       |
| 26        | 27  | Sacha Moretti       | França         | 9.75      | 14.75     | 14.75  |       |
| 27        | 17  | Brolin Mawejje      | Uganda         | 13.25     | 5.25      | 13.25  |       |
| 28        | 1   | Lyon Farrell        | Estados Unidos | 12.50     | 13.00     | 13.00  |       |
| 29        | 26  | Alberto Maffei      | Itália         | 10.25     | 12.25     | 12.25  |       |
| 30        | 4   | Ståle Sandbech      | Noruega        | 4.75      | DNS       | 4.75   |       |

## Semifinal
A semifinal foi iniciada em 9 de fevereiro às 12:10.  Os quatro melhores snowboarders avançaram para a final.
| Colocação | Bib | Nome               | Nacionalidade  | Descida 1 | Descida 2 | Melhor | Notas |
| --------- | --- | ------------------ | -------------- | --------- | --------- | ------ | ----- |
| 1         | 3   | Mons Røisland      | Noruega        | 12.00     | 83.75     | 83.75  | Q     |
| 2         | 5   | Sebbe De Buck      | Bélgica        | 82.50     | 28.00     | 82.50  | Q     |
| 3         | 10  | Rene Rinnekangas   | Finlândia      | 39.25     | 78.50     | 78.50  | Q     |
| 4         | 7   | Darcy Sharpe       | Canadá         | 75.75     | 26.75     | 75.75  | Q     |
| 5         | 8   | Redmond Gerard     | Estados Unidos | 72.50     | 70.00     | 72.50  |       |
| 6         | 2   | Seppe Smits        | Bélgica        | 26.00     | 68.50     | 68.50  |       |
| 7         | 9   | Clemens Millauer   | Áustria        | 62.00     | 42.00     | 62.00  |       |
| 8         | 1   | Niklas Mattsson    | Suécia         | 39.75     | 58.25     | 58.25  |       |
| 9         | 6   | Michael Ciccarelli | Canadá         | 42.50     | 15.50     | 42.50  |       |
| 10        | 4   | Sven Thorgren      | Suécia         | 7.50      | 33.75     | 33.75  |       |

## Final
Devido a más condições climáticas, a final foi cancelada. 
| Colocação | Bib | Nome                | Nacionalidade  | Descida 1 | Descida 2 | Descida 3 | Melhor | Notas |
| --------- | --- | ------------------- | -------------- | --------- | --------- | --------- | ------ | ----- |
|           | 1   | Darcy Sharpe        | Canadá         |           |           |           |        |       |
|           | 2   | Rene Rinnekangas    | Finlândia      |           |           |           |        |       |
|           | 3   | Sebbe De Buck       | Bélgica        |           |           |           |        |       |
|           | 4   | Mons Røisland       | Noruega        |           |           |           |        |       |
|           | 5   | Niek van der Velden | Países Baixos  |           |           |           |        |       |
|           | 6   | Takeru Otsuka       | Japão          |           |           |           |        |       |
|           | 7   | Hiroaki Kunitake    | Japão          |           |           |           |        |       |
|           | 8   | Judd Henkes         | Estados Unidos |           |           |           |        |       |
|           | 9   | Mark McMorris       | Canadá         |           |           |           |        |       |
|           | 10  | Chris Corning       | Estados Unidos |           |           |           |        |       |

Legenda
| Recorde mundial       | Recorde mundial (World record)               |                       | Recorde africano                      | Recorde africano (African) |                                           | Q | Classificado por posição (Qualified) |
| Recorde do campeonato | Recorde do campeonato (Championship record)  | Recorde da América    | Recorde da América (Americas)         | q                          | Classificado por melhor tempo (Qualified) |   |                                      |
| Melhor marca do ano   | Melhor marca do ano (World leading)          | Recorde asiático      | Recorde asiático (Asian)              | DNS                        | Não largou (Did not start)                |   |                                      |
| Recorde nacional      | Recorde nacional (National record)           | Recorde europeu       | Recorde europeu (European)            | DNF                        | Não terminou (Did not finish)             |   |                                      |
| Recorde pessoal       | Recorde pessoal do atleta (Personal best)    | Recorde da Oceania    | Recorde da Oceania (Oceania)          | DSQ / DQ                   | Desclassificado (Disqualified)            |   |                                      |
| Recorde da temporada  | Recorde da temporada do atleta (Season best) | Recorde sul-americano | Recorde sul-americano (South America) | NM                         | Sem marca (No mark)                       |   |                                      |